# Distrito electoral de North Camp Clarke
North Camp Clarke (en inglés: North Camp Clarke Precinct) es un distrito electoral ubicado en el condado de Morrill en el estado estadounidense de Nebraska. En el Censo de 2010 tenía una población de 537 habitantes y una densidad poblacional de 1,41 personas por km².

## Geografía
North Camp Clarke se encuentra ubicado en las coordenadas 41°43′56″N 102°59′26″O / 41.73222, -102.99056. Según la Oficina del Censo de los Estados Unidos, North Camp Clarke tiene una superficie total de 380.18 km², de la cual 379.34 km² corresponden a tierra firme y (0.22%) 0.85 km² es agua.

## Demografía
Según el censo de 2010, había 537 personas residiendo en North Camp Clarke. La densidad de población era de 1,41 hab./km². De los 537 habitantes, North Camp Clarke estaba compuesto por el 93.67% blancos, el 0% eran afroamericanos, el 0.19% eran amerindios, el 0% eran asiáticos, el 0% eran isleños del Pacífico, el 5.03% eran de otras razas y el 1.12% pertenecían a dos o más razas. Del total de la población el 9.31% eran hispanos o latinos de cualquier raza.